# ISO 3166-1 numerico
Lo standard ISO 3166-1 numerico definisce la parte con codifica numerica dello standard ISO 3166-1.
I codici ISO 3166-1 numerico sono una codifica a tre cifre che rappresenta stati e territori dipendenti. Sono pubblicati dall'ISO come parte dello standard ISO 3166, e corrispondono ai codici paese a tre cifre sviluppati e mantenuti dalla United Nations Statistics Division. Furono introdotti per la prima volta come parte dello standard ISO 3166 nella sua seconda edizione del 1981.

## Indipendenza dei segni (scrittura)
Un grande vantaggio dei codici numerici rispetto ai codici ISO 3166 basati su lettere è l'indipendenza dall'alfabeto, ovviamente a costo della facilità di memorizzazione.
Il sistema a lettere utilizzato nell'ISO 3166 si basa sui caratteri dell'alfabeto latino utilizzati dai linguaggi dell'Europa occidentale. Laddove siano utilizzati alfabeti non latini (come arabo, bengali, cinese, cirillico, devanagari, greco, hangŭl, giapponese), i codici alfabetici ISO 3166 potrebbero essere non disponibili o difficili da utilizzare, comprendere o interpretare correttamente; per tale motivo i codici numerici permettono di ovviare a questi problemi.

## Assegnazione di nuovi codici numerici
L'introduzione di nuovi codici numerici riflette un cambiamento dei confini di un paese, non del suo nome. In caso di unione o separazione di paesi, vengono assegnati nuovi codici numerici ai paesi interessati. Per esempio:
- La Germania Est (codice 278) e la Germania Ovest (codice 280) si uniscono nel 1990. Alla Germania unificata viene assegnato il codice 276.
- L'Eritrea (codice 232) si separa dall'Etiopia (codice precedente 230) nel 1993. All'Etiopia viene assegnato da allora il codice 231.

Se un paese cambia il suo nome senza alcun cambiamento territoriale, il codice numerico assegnatogli non cambia. Per esempio, quando la Birmania cambiò nome in Myanmar senza che vi fosse un mutamento dei confini, il suo codice numerico 104 rimase uguale.

## Codici correnti

### Codici ufficialmente assegnati
Quella che segue è una lista completa dei codici numerici ISO 3166-1 ufficialmente assegnati, dove i nomi dei paesi sono la versione breve in lingua inglese dei nomi utilizzati ufficialmente dalla ISO 3166 Maintenance Agency (ISO 3166/MA):
| Codice | Paese                                            |
| ------ | ------------------------------------------------ |
| 004    | Afghanistan                                      |
| 008    | Albania                                          |
| 010    | Antartide                                        |
| 012    | Algeria                                          |
| 016    | Samoa Americane                                  |
| 020    | Andorra                                          |
| 024    | Angola                                           |
| 028    | Antigua e Barbuda                                |
| 031    | Azerbaigian                                      |
| 032    | Argentina                                        |
| 036    | Australia                                        |
| 040    | Austria                                          |
| 044    | Bahamas                                          |
| 048    | Bahrein                                          |
| 050    | Bangladesh                                       |
| 051    | Armenia                                          |
| 052    | Barbados                                         |
| 056    | Belgio                                           |
| 060    | Bermuda                                          |
| 064    | Bhutan                                           |
| 068    | Bolivia                                          |
| 070    | Bosnia ed Erzegovina                             |
| 072    | Botswana                                         |
| 074    | Isola Bouvet                                     |
| 076    | Brasile                                          |
| 084    | Belize                                           |
| 086    | Territorio britannico dell'Oceano Indiano        |
| 090    | Isole Salomone                                   |
| 092    | Isole Vergini britanniche                        |
| 096    | Brunei                                           |
| 100    | Bulgaria                                         |
| 104    | Birmania                                         |
| 108    | Burundi                                          |
| 112    | Bielorussia                                      |
| 116    | Cambogia                                         |
| 120    | Camerun                                          |
| 124    | Canada                                           |
| 132    | Capo Verde                                       |
| 136    | Isole Cayman                                     |
| 140    | Repubblica Centrafricana                         |
| 144    | Sri Lanka                                        |
| 148    | Ciad                                             |
| 152    | Cile                                             |
| 156    | Cina                                             |
| 158    | Taiwan                                           |
| 162    | Isola di Natale                                  |
| 166    | Isole Cocos (Keeling)                            |
| 170    | Colombia                                         |
| 174    | Comore                                           |
| 175    | Mayotte                                          |
| 178    | Repubblica del Congo                             |
| 180    | Repubblica Democratica del Congo                 |
| 184    | Isole Cook                                       |
| 188    | Costa Rica                                       |
| 191    | Croazia                                          |
| 192    | Cuba                                             |
| 196    | Cipro                                            |
| 203    | Cechia                                           |
| 204    | Benin                                            |
| 208    | Danimarca                                        |
| 212    | Dominica                                         |
| 214    | Repubblica Dominicana                            |
| 218    | Ecuador                                          |
| 222    | El Salvador                                      |
| 226    | Guinea Equatoriale                               |
| 231    | Etiopia                                          |
| 232    | Eritrea                                          |
| 233    | Estonia                                          |
| 234    | Fær Øer                                          |
| 238    | Isole Falkland                                   |
| 239    | Georgia del Sud e Isole Sandwich Australi        |
| 242    | Figi                                             |
| 246    | Finlandia                                        |
| 248    | Isole Åland                                      |
| 250    | Francia                                          |
| 254    | Guyana francese                                  |
| 258    | Polinesia francese                               |
| 260    | Terre australi e antartiche francesi             |
| 262    | Gibuti                                           |
| 266    | Gabon                                            |
| 268    | Georgia                                          |
| 270    | Gambia                                           |
| 275    | Stato di Palestina                               |
| 276    | Germania                                         |
| 288    | Ghana                                            |
| 292    | Gibilterra                                       |
| 296    | Kiribati                                         |
| 300    | Grecia                                           |
| 304    | Groenlandia                                      |
| 308    | Grenada                                          |
| 312    | Guadalupa                                        |
| 316    | Guam                                             |
| 320    | Guatemala                                        |
| 324    | Guinea                                           |
| 328    | Guyana                                           |
| 332    | Haiti                                            |
| 334    | Isole Heard e McDonald                           |
| 336    | Città del Vaticano                               |
| 340    | Honduras                                         |
| 344    | Hong Kong                                        |
| 348    | Ungheria                                         |
| 352    | Islanda                                          |
| 356    | India                                            |
| 360    | Indonesia                                        |
| 364    | Iran                                             |
| 368    | Iraq                                             |
| 372    | Irlanda                                          |
| 376    | Israele                                          |
| 380    | Italia                                           |
| 384    | Costa d'Avorio                                   |
| 388    | Giamaica                                         |
| 392    | Giappone                                         |
| 398    | Kazakistan                                       |
| 400    | Giordania                                        |
| 404    | Kenya                                            |
| 408    | Corea del Nord                                   |
| 410    | Corea del Sud                                    |
| 414    | Kuwait                                           |
| 417    | Kirghizistan                                     |
| 418    | Laos                                             |
| 422    | Libano                                           |
| 426    | Lesotho                                          |
| 428    | Lettonia                                         |
| 430    | Liberia                                          |
| 434    | Libia                                            |
| 438    | Liechtenstein                                    |
| 440    | Lituania                                         |
| 442    | Lussemburgo                                      |
| 446    | Macao                                            |
| 450    | Madagascar                                       |
| 454    | Malawi                                           |
| 458    | Malaysia                                         |
| 462    | Maldive                                          |
| 466    | Mali                                             |
| 470    | Malta                                            |
| 474    | Martinica                                        |
| 478    | Mauritania                                       |
| 480    | Mauritius                                        |
| 484    | Messico                                          |
| 492    | Principato di Monaco                             |
| 496    | Mongolia                                         |
| 498    | Moldavia                                         |
| 499    | Montenegro                                       |
| 500    | Montserrat                                       |
| 504    | Marocco                                          |
| 508    | Mozambico                                        |
| 512    | Oman                                             |
| 516    | Namibia                                          |
| 520    | Nauru                                            |
| 524    | Nepal                                            |
| 528    | Paesi Bassi                                      |
| 531    | Curaçao                                          |
| 533    | Aruba                                            |
| 534    | Sint Maarten                                     |
| 535    | Paesi Bassi caraibici                            |
| 540    | Nuova Caledonia                                  |
| 548    | Vanuatu                                          |
| 554    | Nuova Zelanda                                    |
| 558    | Nicaragua                                        |
| 562    | Niger                                            |
| 566    | Nigeria                                          |
| 570    | Niue                                             |
| 574    | Isola Norfolk                                    |
| 578    | Norvegia                                         |
| 580    | Isole Marianne Settentrionali                    |
| 581    | Isole minori esterne degli Stati Uniti d'America |
| 583    | Stati Federati di Micronesia                     |
| 584    | Isole Marshall                                   |
| 585    | Palau                                            |
| 586    | Pakistan                                         |
| 591    | Panama                                           |
| 598    | Papua Nuova Guinea                               |
| 600    | Paraguay                                         |
| 604    | Perù                                             |
| 608    | Filippine                                        |
| 612    | Isole Pitcairn                                   |
| 616    | Polonia                                          |
| 620    | Portogallo                                       |
| 624    | Guinea-Bissau                                    |
| 626    | Timor Est                                        |
| 630    | Porto Rico                                       |
| 634    | Qatar                                            |
| 638    | La Riunione                                      |
| 642    | Romania                                          |
| 643    | Russia                                           |
| 646    | Ruanda                                           |
| 652    | Saint-Barthélemy                                 |
| 654    | Sant'Elena                                       |
| 659    | Saint Kitts e Nevis                              |
| 660    | Anguilla                                         |
| 662    | Saint Lucia                                      |
| 663    | Saint-Martin                                     |
| 666    | Saint-Pierre e Miquelon                          |
| 670    | Saint Vincent e Grenadine                        |
| 674    | San Marino                                       |
| 678    | São Tomé e Príncipe                              |
| 682    | Arabia Saudita                                   |
| 686    | Senegal                                          |
| 688    | Serbia                                           |
| 690    | Seychelles                                       |
| 694    | Sierra Leone                                     |
| 702    | Singapore                                        |
| 703    | Slovacchia                                       |
| 704    | Vietnam                                          |
| 705    | Slovenia                                         |
| 706    | Somalia                                          |
| 710    | Sudafrica                                        |
| 716    | Zimbabwe                                         |
| 724    | Spagna                                           |
| 728    | Sudan del Sud                                    |
| 729    | Sudan                                            |
| 732    | Sahara Occidentale                               |
| 740    | Suriname                                         |
| 744    | Svalbard e Jan Mayen                             |
| 748    | Swaziland                                        |
| 752    | Svezia                                           |
| 756    | Svizzera                                         |
| 760    | Siria                                            |
| 762    | Tagikistan                                       |
| 764    | Thailandia                                       |
| 768    | Togo                                             |
| 772    | Tokelau                                          |
| 776    | Tonga                                            |
| 780    | Trinidad e Tobago                                |
| 784    | Emirati Arabi Uniti                              |
| 788    | Tunisia                                          |
| 792    | Turchia                                          |
| 795    | Turkmenistan                                     |
| 796    | Turks e Caicos                                   |
| 798    | Tuvalu                                           |
| 800    | Uganda                                           |
| 804    | Ucraina                                          |
| 807    | Macedonia del Nord                               |
| 818    | Egitto                                           |
| 826    | Regno Unito                                      |
| 831    | Guernsey                                         |
| 832    | Isola di Jersey                                  |
| 833    | Isola di Man                                     |
| 834    | Tanzania                                         |
| 840    | Stati Uniti d'America                            |
| 850    | Isole Vergini Americane                          |
| 854    | Burkina Faso                                     |
| 858    | Uruguay                                          |
| 860    | Uzbekistan                                       |
| 862    | Venezuela                                        |
| 876    | Wallis e Futuna                                  |
| 882    | Samoa                                            |
| 887    | Yemen                                            |
| 894    | Zambia                                           |

### Codici assegnati dall'utente
I codici numerici da 900 a 999 possono essere assegnati dall'utente. Questi codici sono a disposizione di utenti che abbiano necessità di aggiungere ulteriori nomi di stati, territori o altre entità geografiche alle proprie applicazioni personali dell'ISO 3166-1, e l'ISO 3166/MA si impegna a non utilizzare mai, in futuro, questi codici nell'aggiornamento degli standard.

## Codici ritirati
Questi codici numerici sono stati ritirati, a partire dalla prima edizione dell'ISO 3166 nel 1974 (si noti che l'ISO 3166-1 numerico non ha codici riservati):
| Codice | Paese                                               |
| ------ | --------------------------------------------------- |
| 080    | Territorio antartico britannico                     |
| 128    | Sporadi Equatoriali                                 |
| 200    | Cecoslovacchia                                      |
| 216    | Terra della Regina Maud                             |
| 230    | Etiopia                                             |
| 249    | Francia metropolitana                               |
| 278    | Repubblica Democratica Tedesca                      |
| 280    | Germania Ovest                                      |
| 396    | Atollo Johnston                                     |
| 488    | Atollo di Midway                                    |
| 530    | Antille Olandesi (dopo la separazione di Aruba)     |
| 532    | Antille Olandesi (prima della separazione di Aruba) |
| 536    | Zona neutrale iracheno-saudita                      |
| 582    | Territorio fiduciario delle Isole del Pacifico      |
| 590    | Panama (prima dell'unione con la Zona del Canale)   |
| 594    | Zona del Canale di Panama                           |
| 658    | Saint Kitts e Nevis e Anguilla                      |
| 698    | Sikkim                                              |
| 714    | Vietnam del Sud                                     |
| 720    | Repubblica Democratica Popolare dello Yemen         |
| 810    | Unione Sovietica                                    |
| 849    | United States Miscellaneous Pacific Islands         |
| 872    | Isola di Wake                                       |
| 886    | Repubblica Araba dello Yemen                        |
| 890    | Repubblica Socialista Federale di Jugoslavia        |
| 891    | Serbia e Montenegro                                 |